# Horní Meziříčko
Horní Meziříčko es una localidad del distrito de Jindřichův Hradec en la región de Bohemia Meridional, República Checa, con una población estimada a principio del año 2018 de 115 habitantes. 
Se encuentra ubicada al este de la región, al sur de la ciudad de Praga, al oeste de Brno y cerca de la frontera con Austria y con la región de Vysočina.